# Il negozio della solitudine
Il negozio della solitudine è un album del cantautore italiano Rosario Di Bella, pubblicato dall'etichetta discografica Mercury nel 2007.

## Tracce
1. Invece no
2. Portami via
3. Mi dispiace
4. Il tempo
5. La vita va così
6. Abbracciami
7. Pace non ho
8. Sono io
9. Un uomo
10. I nostri veri eroi